# Виконт
Вико́нт (фр. vicomte от лат. vicecomes; англ. viscount, дословно — «заместитель графа»; нем. vizegraf, «вице-граф») — титул европейского дворянства, особенно в британском пэрстве, средний между графом и бароном.
Титул или владенья виконта — Виконтство. В немецком и русском дворянстве титул виконта отсутствует, аналогом можно назвать лишь титул бургграфа. Однако в ранние Средние века существовал титул вицеграфа.

## Этимология
Слово «виконт» идёт из древнего французского visconte (современный французский: vicomte), от слова из средневековой латыни vicecomitem, винительный падеж от vicecomes, из позднелатинского vice- «помощник» + лат. comes "компаньон, делегат императора, впоследствии — граф". Таким образом, виконт — заместитель графа, «вице-конт» (vice-conte).
Слово виконт соответствует в Британии англосаксонскому shire reeve, от которого происходит название недворянской, назначаемой королём должности шерифа.

## История
Ранние виконты не получали свой титул от монарха и не наследовали его, а назначались графами наместниками. Но впоследствии они начали устанавливать наследуемое правление sensu lato (в широком смысле). Впервые титул вошёл в употребление во Франции, откуда норманны перенесли его в Англию.
Впервые в качестве ранга британского пэрства виконт записан в 1440 году, когда Джон Бомонт, 1-й виконт Бомонт, был таковым сделан королём Генрихом VI.

## Виконты в Британии и Содружестве
Виконт обладает «виконтством». Женский эквивалент виконта — виконтесса.
В британской практике титул виконта может быть либо топонимом, либо фамилией, или иногда их комбинацией. В любом случае, обращение к виконту обычно «The Viscount Х» или «The Viscount X of Y». Примеры: The Viscount Falmouth (топоним); The Viscount Hardinge (фамилия); The Viscount Gage of Castle Island (фамилия из топонима); и The Viscount Combermere of Bhurtpore (топоним из топонима). Существует исключение для виконтов в шотландском пэрстве, к ним обращение «The Viscount of X», например: The Viscount of Arbuthnott (фамилия).
Британского виконта в разговоре называют Lord X, а его жену — Lady X. Детей виконта называют The Honourable [Имя] [Фамилия].
Особенностью Британии является использование подчинённого титула виконта как титула учтивости для наследников графа или маркиза. Если второй по старшинству титул главы семьи — виконтский, он используется старшим сыном пэра. Например, наследник графа Хау именуется виконт Керзон. Если же имя второго по старшинству титула совпадает с основным титулом, то может использоваться младший виконтский титул, если он существенно отличается по имени. Например, маркиз Солсбери также носит титул графа Солсбери, поэтому наследник использует титул виконта Крэнборн как титул учтивости.

## Корона
В Великобритании корона виконтского ранга имеет 16 серебряных шариков вокруг ребра. Как и все геральдические короны, она носится только на коронацию сюзерена, но виконт имеет право носить корону его ранга на гербе, над щитом. В других европейских странах корона имеет другой вид (показано на рисунках).

в геральдической традиции Великобритании
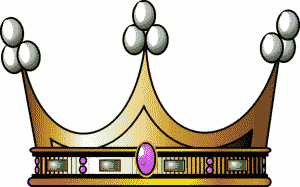
в геральдической традиции Бельгии
в геральдических традициях Франции, Испании, Нидерландов
Корона виконта и пэра Франции

## Континентальная форма титула
- Титул реже встречается в Италии («visconte»), хотя есть пример семьи Висконти, правителей Милана. В Италии, младший сын семьи conte (графа), получает укреплённую rocca на окраине территории, и будет называться «X, dei conti Y» («X, из графов Y»), а не виконт.
- В бывшем королевстве Португалия ранг visconde выше barão (барона) и ниже conde. Первое португальское виконтство, Д. Леонеля де Лима, visconde de Vila Nova de Cerveira, датируется с правления Афонсу IV. В Португалии между 1848 и 1880 годами (португальская Wikipedia) было выдано примерно 86 новых виконтских титулов.
- В испанском королевстве титулом награждали с правления Филиппа IV (1621—1665; династия Габсбургов) до 1846 года.
- На венгерском бывает — vikomt и даже vicomte (как во французском).

## Эквивалентные титулы
В некоторых языках, включая немецкий, нет этимологически эквивалентного титула: Baron рангом ниже, чем Graf. Однако в этом случае примерно равным можно признать титул, этимологически родственный «бургграфу» (кроме стран, где есть слово «виконт» или родственное, ср. итал. burgravio наряду с visconte). Поэтому в нидерландском языке Burggraaf — это ранг выше, чем Baron, и ниже, чем Graaf (граф) — в королевствах Нидерландов и Бельгии (в Бельгии аналогичен французскому vicomte и немецкому Burggraf).
В императорской Японии виконту соответствовал титул сисяку (см. статью Кадзоку).

## Персонажи-виконты в массовой культуре
- Рауль, виконт де Бражелон — персонаж романов «Двадцать лет спустя» и «Виконт де Бражелон» А. Дюма-отца.
- Джон Клейтон, виконт Грейсток, более известный как Тарзан — заглавный персонаж цикла романов Эдгара Берроуза.
- Виконт Девлин. Себастьян Сен-Сир — главный персонаж цикла исторических детективов К. С. Харрис «Тайна Себастьяна Сен-Сира». Молодой аристократ времен Регентства виконт Девлин обладает необычным даром.
- Виконт де Лямар — один из главных персонажей романа Ги де Мопассана «Жизнь»
- Виконтесса де Гранлье — один из второстепенных персонажей повести Оноре де Бальзака «Гобсек»
- Виконтесса де Босеан — один из сквозных персонажей «Человеческой комедии» Оноре де Бальзака («Отец Горио», «Покинутая женщина»)
- Альбер, виконт де Морсер — один из персонажей романа Александра Дюма «Граф Монте-Кристо»
- Виконт Рауль де Шаньи — герой романа Г. Лару «Призрак оперы» и его интерпретаций
- Лютик, он же Юлиан Альфред Панкрац, виконт де Леттенхоф — странствующий бард, персонаж цикла «Ведьмак» Анджея Сапковского
- Герберт фон Кролок, виконт фон Кролок — сын графа фон Кролока, персонаж фильма «Бесстрашные убийцы вампиров, или простите, но ваши зубы в моей шее» Романа Полански
- Энтони Бриджертон — виконт Бриджертон, старший сын Бриджертонов и глава семьи, персонаж историко-драматического сериала «Бриджертоны[4]».
- Алистер Чембер, виконт Друитт —  дворянин, хорошо известный своим прекрасным чувством вкуса и участием в различных мероприятиях, персонаж манги и аниме «Темный дворецкий».
- виконт де Вальмон — персонаж романа Шодерло де Лакло «Опасные связи».